# Oziroe biflora
Oziroe biflora là một loài thực vật có hoa trong họ Măng tây. Loài này được (Ruiz & Pav.) Speta mô tả khoa học đầu tiên năm 1998.